# KBS 뉴스 9 충주
《KBS 뉴스 9 충주》는 평일 밤 9시 30분에 KBS충주 1TV로 방송되었던 한국방송공사의 뉴스 프로그램이다.

## 앵커
- 정지성 아나운서

## 경쟁 지역뉴스 프로그램
- MBC 뉴스데스크 충북 (MBC충북)
- CJB 8 뉴스 (CJB TV)